# Slunéčko desetiskvrnné
Slunéčko desetiskvrnné (Calvia decemguttata) je druh brouka z čeledi slunéčkovití.

## Popis
Délka těla slunéčka desetiskvrnného se pohybuje v rozmezí 5–6,5 mm. Krovky jsou žlutohnědé s 10 bílými okrouhlými skvrnami. Pronotum je žlutohnědé se 2 bílými skvrnami. Hlava je bílá, nohy a tykadla jsou žluté. Larva je bílá s černými hrbolky. Kukla je nažloutlá a bez teček.

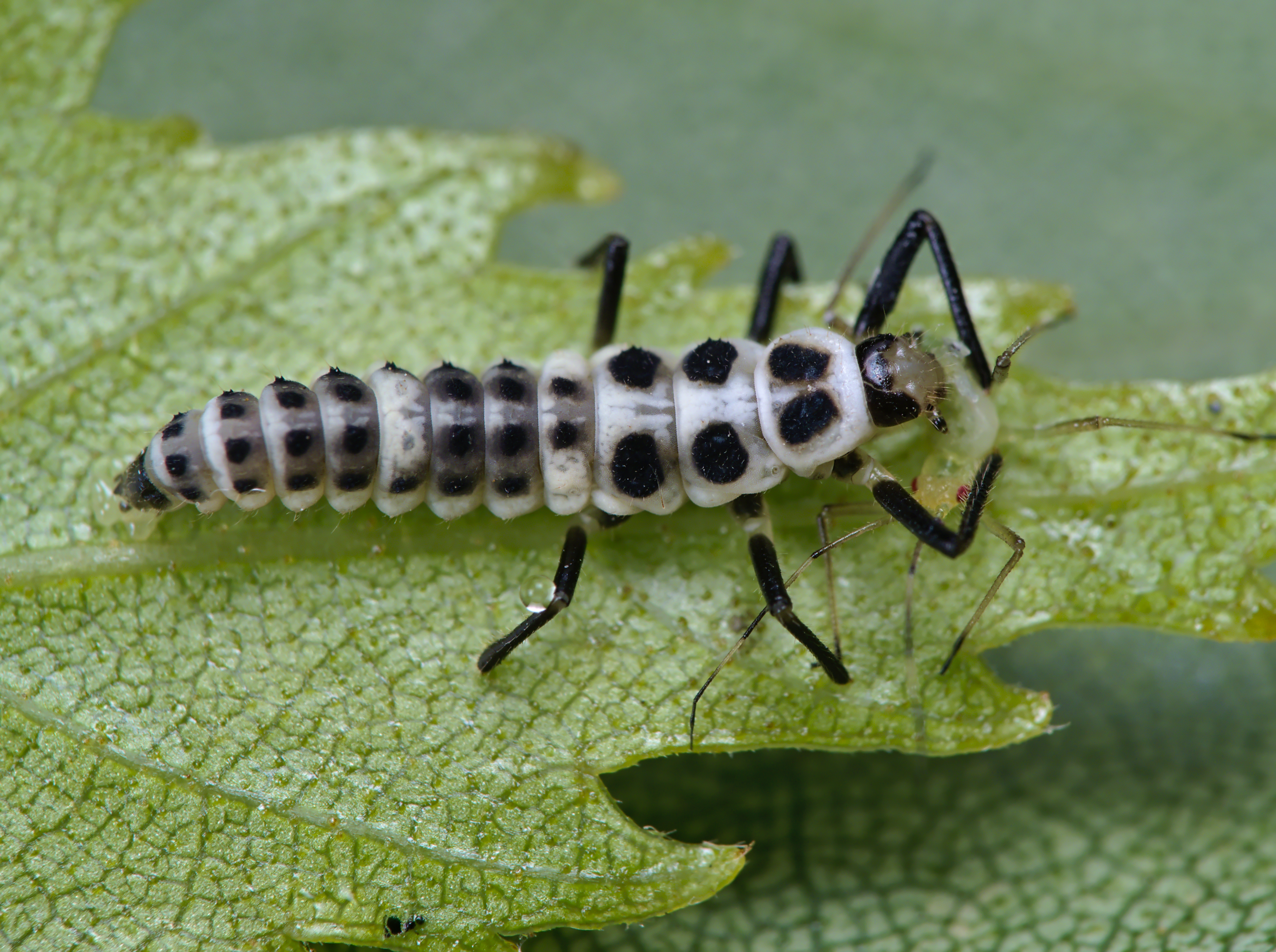
Larva
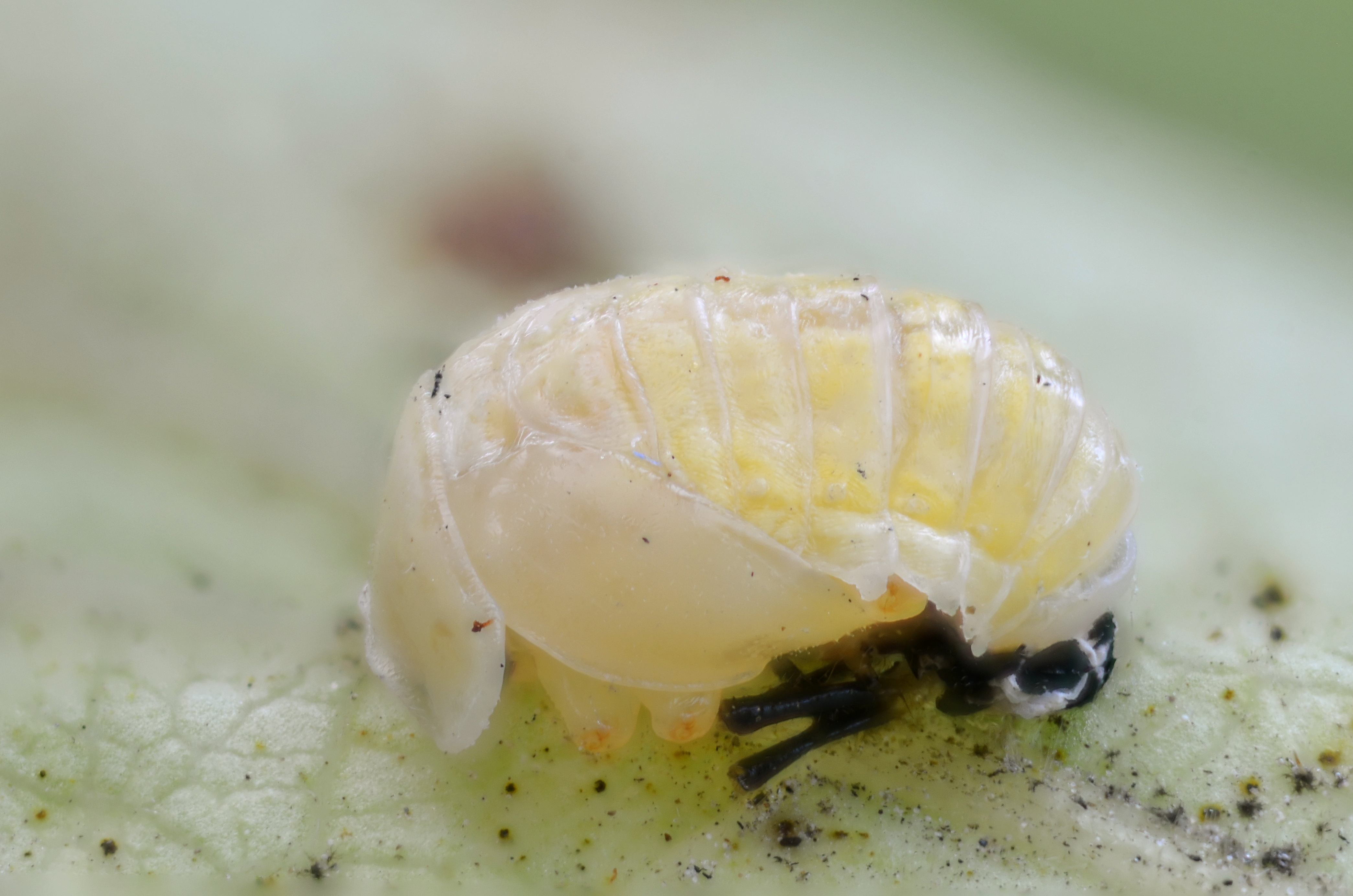
Kukla

## Rozšíření
Slunéčko desetiskvrnné je palearktický druh, ve střední Evropě je to poměrně hojný druh. Preferuje listnaté lesy, zejména lípy, duby a jilmy. Aktivní je od dubna do října.

## Potrava
Stejně jako další druhy z čeledi slunéčkovití se slunéčko desetiskvrnné živí mšicemi. Tento druh se živí také pisivkami, merami, křísky a larvami mandelinkovitých brouků.

## Možná záměna
- Slunéčko šestnáctiskvrnné (Halyzia sedecimguttata) – podobné zbarvení krovek, ale má celkem 16 skvrn
- Slunéčko dvanáctiskvrnné (Vibidia duodecimguttata) – má 12 skvrn s odlišným vzorem než má slunéčko desetiskvrnné
- Slunéčko čtrnáctiskvrnné (Calvia quatuordecimguttata) – celkově podobný vzhled, ale má celkem 14 skvrn[4]